# Górale (Kopcie)
Górale – część wsi Kopcie w Polsce położona w województwie podkarpackim, w powiecie kolbuszowskim, w gminie Dzikowiec.
W latach 1975–1998 miejscowość administracyjnie należała do województwa rzeszowskiego.